# Comuna Bobâlna, Cluj
Bobâlna (în maghiară: Alparét, în germană: Alberecht) este o comună în județul Cluj, Transilvania, România, formată din satele Antăș, Băbdiu, Blidărești, Bobâlna (reședința), Cremenea, Maia, Oșorhel, Pruni, Răzbuneni, Suarăș și Vâlcelele.

## Demografie
Componența etnică a comunei Bobâlna
     Români (87,34%)
     Romi (6,37%)
     Alte etnii (0,72%)
     Necunoscută (5,57%)
Componența confesională a comunei Bobâlna
     Ortodocși (80,68%)
     Penticostali (10,49%)
     Alte religii (3,04%)
     Necunoscută (5,79%)
Conform recensământului efectuat în 2021, populația comunei Bobâlna se ridică la 1.382 de locuitori, în scădere față de recensământul anterior din 2011, când fuseseră înregistrați 1.572 de locuitori. Majoritatea locuitorilor sunt români (87,34%), cu o minoritate de romi (6,37%), iar pentru 5,57% nu se cunoaște apartenența etnică. Din punct de vedere confesional, majoritatea locuitorilor sunt ortodocși (80,68%), cu o minoritate de penticostali (10,49%), iar pentru 5,79% nu se cunoaște apartenența confesională.

## Politică și administrație
Comuna Bobâlna este administrată de un primar și un consiliu local compus din 9 consilieri. Primarul, Dorin-Vasile Petrean[*], de la Partidul Național Liberal, este în funcție din 1 noiembrie 2024. Începând cu alegerile locale din 2024, consiliul local are următoarea componență pe partide politice:
|  | Partid                          | Consilieri | Componența Consiliului | Componența Consiliului | Componența Consiliului | Componența Consiliului | Componența Consiliului |
|  | ------------------------------- | ---------- | ---------------------- | ---------------------- | ---------------------- | ---------------------- | ---------------------- |
|  | Partidul Național Liberal       | 5          |                        |                        |                        |                        |                        |
|  | Partidul Social Democrat        | 3          |                        |                        |                        |                        |                        |
|  | Alianța pentru Unirea Românilor | 1          |                        |                        |                        |                        |                        |

### Evoluție istorică
Evoluția populației de-a lungul timpului:
Bobâlna - evoluția demografică

|  | Graficele sunt indisponibile din cauza unor probleme tehnice. Mai multe informații se găsesc la Phabricator și la wiki-ul MediaWiki. |

Date: Recensăminte sau birourile de statistică - grafică realizată de Wikipedia

Recensământul populației, structura etnică :
| Recensământ Anul/Total loc. | Români | Maghiari | Germani | Rromi | Alte etnii |
| --------------------------- | ------ | -------- | ------- | ----- | ---------- |
| 1850 - 4.068                | 3.775  | 114      |         | 50    | 129        |
| 1880 - 3.856                | 3.634  | 128      | 39      |       | 64         |
| 1890 - 4.410                | 4.089  | 140      | 134     |       | 47         |
| 1900 - 4.697                | 4.337  | 159      | 156     |       | 5          |
| 1910 - 5.066                | 4.708  | 326      | 31      |       | 1          |
| 1920 - 4.619                | 4.312  | 133      | 1       |       | 173        |
| 1930 - 5.221                | 5.049  | 123      | 4       |       | 45         |
| 1941 - 5.876                | 5.598  | 189      | 2       | 16    | 71         |
| 1956 - 5.631                | 5.531  | 80       |         | 16    | 4          |
| 1966 - 4.513                | 4.421  | 77       | 1       | 14    | 0          |
| 1977 - 3.402                | 3.271  | 43       |         | 87    | 1          |
| 1992 - 2.051                | 1995   | 24       |         | 32    | 0          |
| 2002 - 1.888                | 1.827  | 26       |         | 35    | 0          |

## Atracții turistice
- Biserica de lemn „Sfinții Arhangheli Mihail și Gavriil” din satul Cremenea, construcție 1677, monument istoric
- Biserica de lemn din satul Antăș, construcție secolul al XIX-lea
- Biserica de lemn din Blidărești, construcție secolul al XIX-lea
- Monumentul comemorativ al răscoalei din 1437 de la Bobâlna
- Situl arheologic (perioada Hallstatt) de la Bobâlna

## Personalități
- Alexandru Vaida-Voevod (1872 - 1950), medic, politician, publicist;
- Alexandru Rogojan (1914 - 1984), inginer, profesor universitar, deschizător de drum în domeniul studiului calculatoarelor în România;
- Ioan Mânzatu (n. 1932), fizician, om politic;
- Valentin Silaghi (n. 1957), pugilist.

## Galerie de imagini

Comuna Bobâlna și satele componente